# بيت الأخضور (السدة)

تعديل مصدري - تعديل

بيت الأخضور هي إحدى قرى عزلة وادي حجاج بمديرية السدة التابعة لمحافظة إب، بلغ تعداد سكانها 400 نسمة حسب تعداد اليمن لعام 2004.